# Koopman Logistics Group
Die Koopman Logistics Group ist ein Logistikunternehmen mit Sitz in den Niederlanden. Es verfügt über etwa 480 Lastkraftwagen, die vor allem im Autotransport eingesetzt werden.

## Geschichte
Das Unternehmen wurde im Jahr 1930 durch den Schmied Sieb Koopman gegründet. Nachdem er sich zunächst der Personenförderung widmete, transportierte er später zusammen mit seinen Söhnen Milch, Baustoffe und Zuckerrüben. Ab dem Jahr 1964 transportierte Koopman auch Autos.
Durch die Übernahme der Firma Van Amerongen Autovervoer aus Barneveld wurde Koopman zur größten Autotransportspedition in den Niederlanden.